# Seinsheim
Seinsheim este o comună-târg din districtul Kitzingen, regiunea  Franconia Inferioară, landul Bavaria, Germania.

## Galerie de imagini

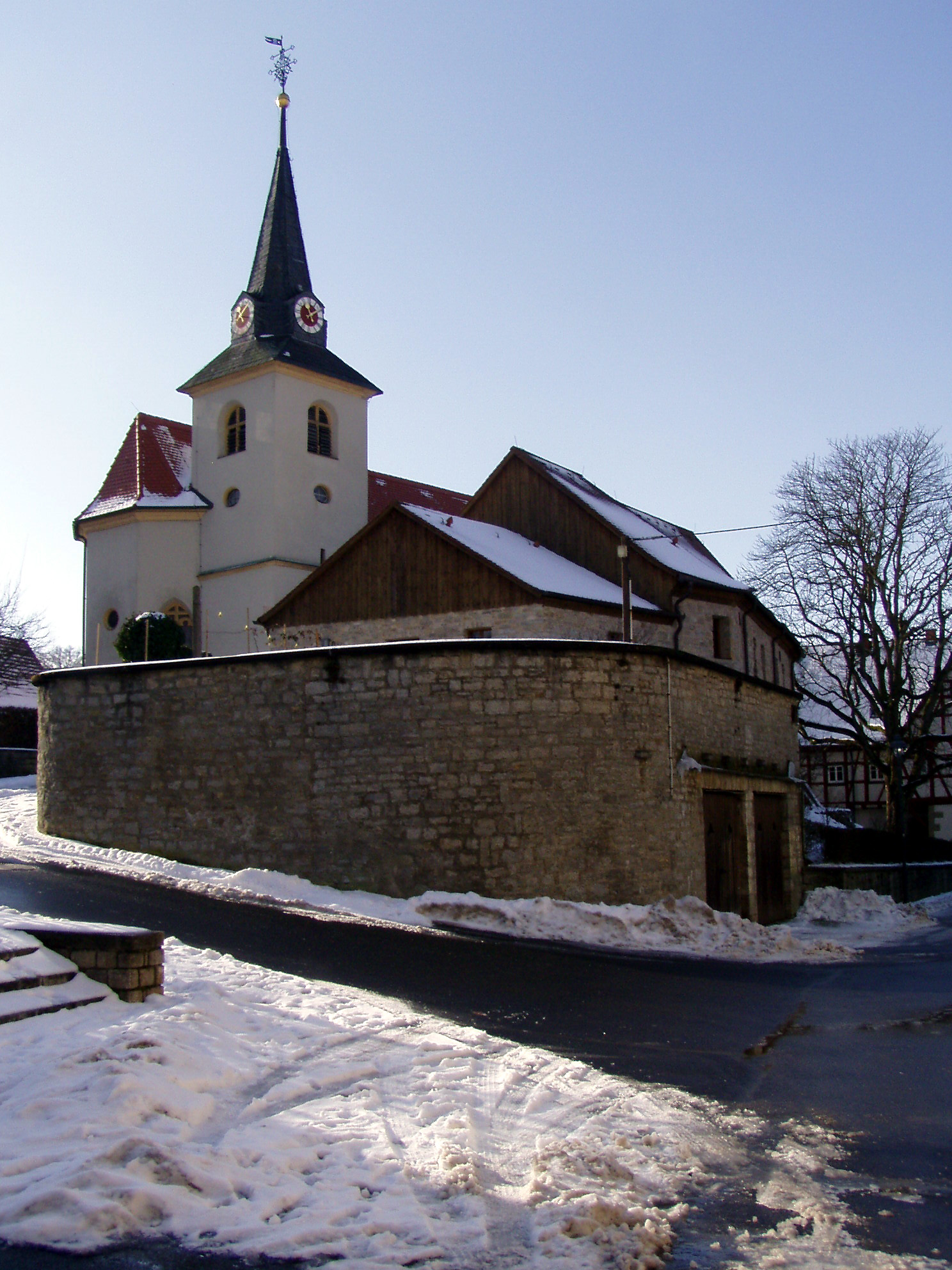
Biserica fortificată din Tiefenstockheim